# 사카이마치역
사카이마치역(일본어: 境町駅)은 일본 군마현 이세사키시에 있는 역이다. 역 번호는 TI 22이다.

## 역사
- 1910년 3월 27일: 영업 개시.
- 2006년 3월 18일: 오타 ~ 이세사키 역 구간의 원맨 운전 개시.

## 역 구조
지도리식 승강장 2면 2선의 지상역이다. 역의 남북은 자유 통로로 연결되어 있어 역사는 남쪽 출입구 쪽에 있다. 각 플랫폼간은 과선교로 연결된다. PASMO 대응 간이 개찰기가 설치되었다.
미나미구치에 파크 앤드 라이드 이용을 목적으로 유료 주차장이 설치되어 있다. 주차 요금은 하루 500엔이지만 특급 "료모"에 승차하는 경우에는 300엔 할인된다.

### 타는 곳
| 번호 | 노선        | 방향 | 행선                                                                                         |
| ---- | ----------- | ---- | -------------------------------------------------------------------------------------------- |
| 1    | 이세사키 선 | 하행 | 이세사키 방면                                                                                |
| 2    | 이세사키 선 | 상행 | 오타・아시카가시・다테바야시・ 도부 스카이트리 라인 기타센주・도쿄 스카이트리・아사쿠사 방면 |

## 역 주변
- 이세사키 시 관공서 사카이 지소(옛, 사카이 정사무소)
- 이세사키 시립 사카이 도서관
- 이세사키 시 사카이 체육관
- 이세사키 시 사카이 무도관
- 이세사키 시 사카이 종합 문화 센터
- 이세사키 경찰서 사카이 분청사(옛, 사카이 경찰서)
- 사카이 소방서
- 군마 현립 마에바시 고등 양호학교 이세사키 캠퍼스(구, 군마 현립 사카이 고등학교)
- 이세사키 시립 사카이 초등학교
- 사카이 우체국
- 사카이마치 역전 우체국
- 사카이히가시 우체국
- 쓰루야 병원
- 에키키타 공원

## 사진

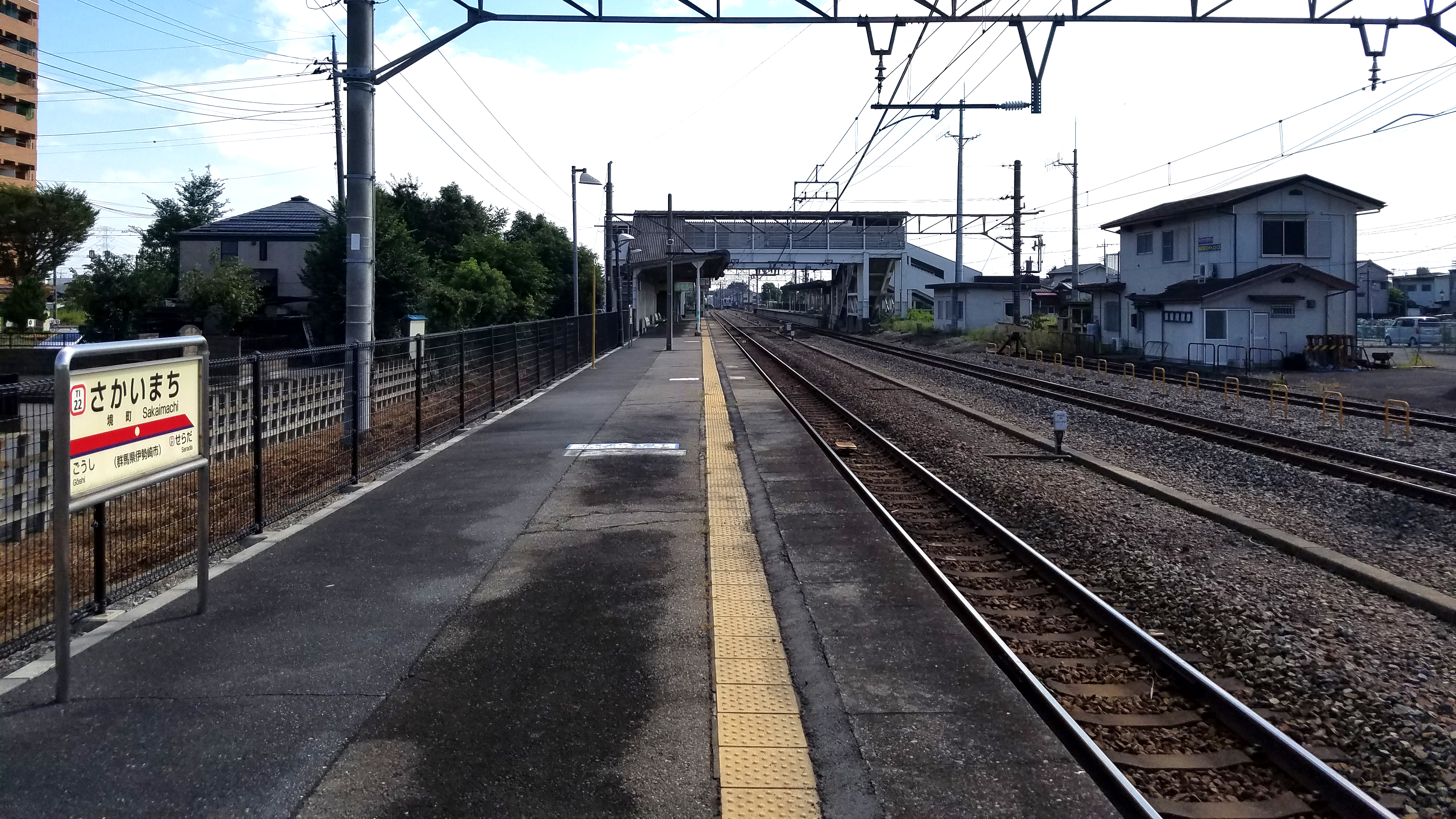
2번 승강장(2021년 9월)
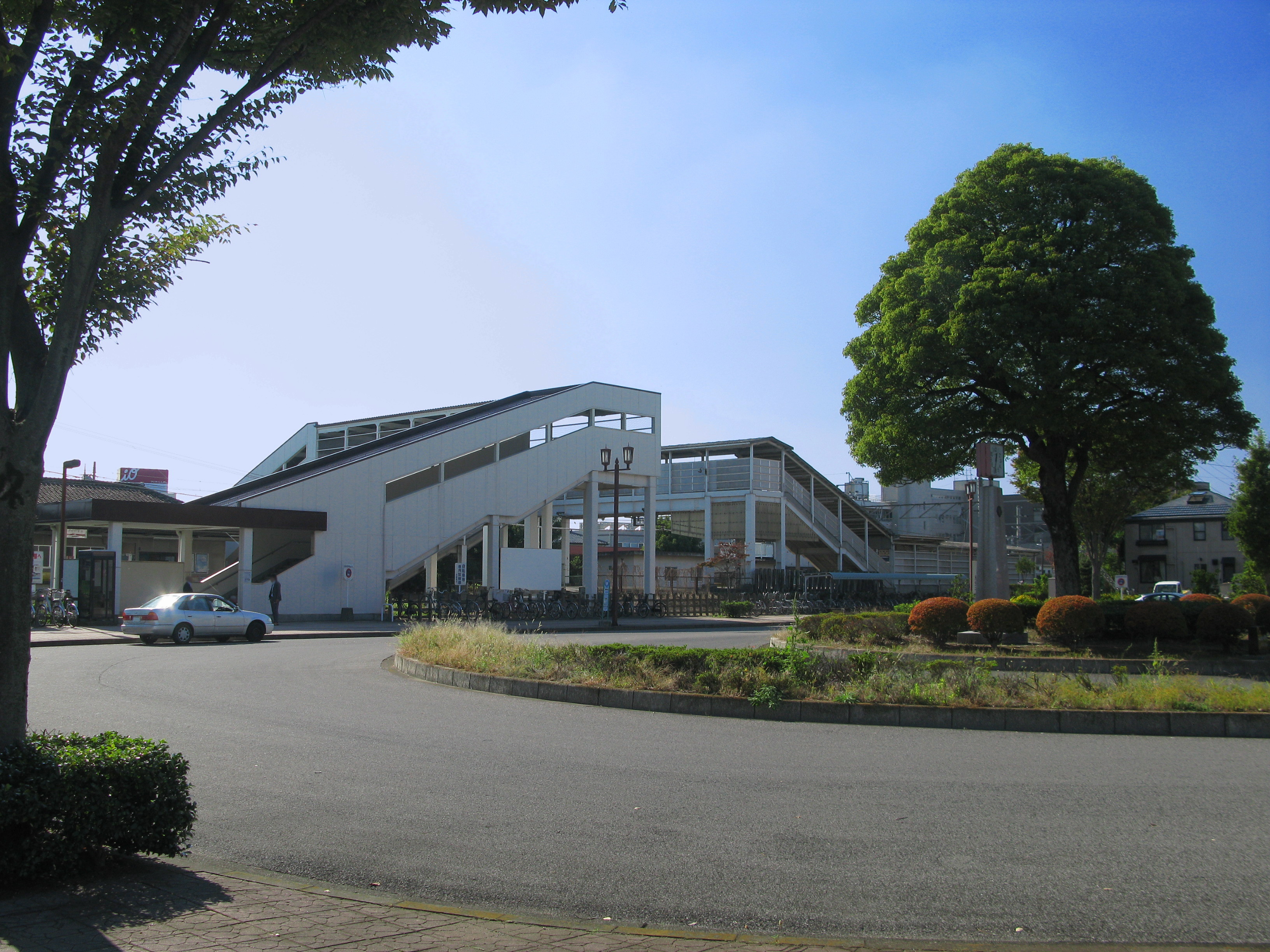
북쪽 광장(2012년 10월)

## 인접역
| 도부 철도 이세사키 선        | 도부 철도 이세사키 선 | 도부 철도 이세사키 선    |
| ---------------------------- | --------------------- | ------------------------ |
| TI 21 세라다 다테바야시 방면 | ■ 보통                | 고시 TI 23 이세사키 방면 |